# Liste des cours d'eau de l'Inde
Cet article recense les fleuves et rivières de l'Inde en partant du golfe du Bengale à l'est jusqu'à la mer d'Arabie à l'ouest.
Les principaux cours d'eau qui s'écoulent vers le golfe du Bengale sont le Brahmapoutre, le Gange, la Cauvery, la Mahânadi, la Godavari et la Krishna. Vers la mer d'Arabie, on compte l'Indus, la Narmada et la Tapti.

## Cours d'eau s'écoulant vers le golfe du Bengale

### Bassin de laMeghna(au Bangladesh)
- Padma
- Dhaleshvari (en)
- Dakatua (en)
- Gomtî
- Feni
- Titas
- Surma
  - Kangsha (en)
    - Someshwari (en)
- Kushiyara (en)
  - Manu (en)
- Barak

### Bassin du Brahmapoutre
- Brahmapoutre
  - Bughdoi (en) aussi appelée Gelabill.
  - Dhansiri
    - Mora Dhansiri

  - Jaldhaka (appelée Dharla au Bangladesh)
  - Dibang
  - Dikhou
    - Namdang

  - Dihing (en) ou Burhidihing, Buri Dihing.
    - Tirap (en)
    - Namphuk

  - Disang
  - Dorika
  - Kakodonga
  - Kameng
  - Kapili
  - Kolong (en)
  - Lohit
  - Manas
  - Pagladiya
  - Diphlu
    - Mora Diphlu

  - Sankosh
    - Raidak

  - Subansiri
  - Teesta
    - Rangeet
    - Lachen (en)
    - Lachung (en)

  - Torsa
    - Ghargharia

### Bassin du Gange
- Gange
  - Hooghly (défluent)
    - Dâmodar
      - Barakar

    - Jahanavi
    - Jalangi
    - Churni
    - Ichamati (en)
    - Rupnarayan (en)
    - Ajay
    - Mayurakshi (en)
    - Dwarakeswar (en)
    - Mundeswari (en)

  - Meghna (défluent)
  - Padma (défluent)
  - Atrai
  - Mahananda
    - Kankai

  - Kosi
  - Bagmati
  - Bhurhi Gandak
    - Phalgu (en)

  - Gandaki
  - Son
    - North Koel (en)
      - Amanat

    - Rihand (en)
    - Gopad (en)
      - Goini
      - Neur

    - Johilla

  - Karnali
    - Rapti Nadi
      - Rohni (en)

    - Sharda
      - Ladhiya
      - Sarayu
      - Gori Ganga
      - Darma (en)

  - Gomtî
  - Yamuna
    - Ban Ganga
    - Ken
    - Betwâ
      - Dhasan (en)
      - Halali
      - Kaliasote

    - Sindh
      - Kwari (en)

    - Hindon
    - Karban
      - Pahuj (en)

    - Chambal
      - Kuno (en)
      - Banas
        - Berach (en)
        - Bandi (en)
        - Morel (en)

      - Shipra
        - Ahar (en)

      - Kali Sindh (en)
      - Parbati

    - Gambhir (en)
      - Parbati

  - Ramganga
    - Khoh
    - Mandal

  - Alaknanda
    - Mandakini
    - Pindar
    - Nandakini
    - Dhauliganga
      - Rishiganga

  - Bhagirathi
    - Bhilangna (en)
    - Jahnavi (en)

### Cours d'eau côtiers du Bengale occidental
- Subarnarekha
  - Kharkai (en)
- Kangsabati (en)
  - Bhagirathi
- Hooghly

### Bassin de la Godavari
- Godavari
  - Sabari
  - Indravati
  - Pranhita
    - Wainganga
      - Kanhan (en)
        - Kolar (en)
        - Pench (en)
          - Kulbehra (en)

        - Nag (en)

    - Wardha (en)
      - Painganga (en)

  - Manjra
  - Purna
  - Taliperu
  - Pravara
  - Maner (en)
  - Kinnerasani
  - Pedda Vagu

### Bassin de la Krishna
- Krishna
  - Varada (en)
  - Tungabhadrâ
    - Tunga
    - Bhadra
    - Vedavathi (en)

  - Bhima
    - Sina (en)
    - Nira (en)
    - Mula-Mutha
      - Mula (en)
      - Mutha

    - Chandani
    - Kamini
    - Moshi
    - Ambi
    - Bori
    - Man
    - Bhogwati
    - Indrayani (en)
    - Kumandala
    - Ghod (en)
    - Bhama
    - Pavana (en)

  - Malaprabha (en)
  - Ghataprabha (en)
  - Varma
  - Venna (en)
  - Koyna

### Bassin de la Pennar
- Pennar

### Bassin de la Cauvery
- Cauvery
  - Kollidam
  - Amaravati
  - Arkavati
  - Bhavani
  - Noyyal
  - Hemavati
  - Kabini
  - Lakshmana Thirtha

### Cours d'eau côtiers du Tamil Nadu
- Thamirabarani
- Palar
- Vaigai
- Vaippar
- Vellar (en)
- Vasishta Nadi (en)
- Swetha (en)
- Cooum
- Adyar
- Ponnaiyar (en)

## Cours d'eau s'écoulant vers la Mer d'Arabie

### Cours d'eau côtiers du Karnataka
- Kali
- Netravati
- Sharavati
- Aghanashini
- Gangavalli (en)

### Cours d'eau côtiers du Kerala
- Periyar
- Bharathapuzha
- Pampa
- Chaliyar

### Cours d'eau côtiers de Goa
- Mandovi
- Zouari

### Cours d’eau côtiers du Maharashtra
- Shastri
- Gad
- Vashishti (en)
- Savitri (en)
- Kundalika (en)
- Ghandari
- Patalganga (en)
- Ulhas
- Mithi (en)
- Oshiwara (en)
- Dahisar (en)
- Vaitarna (en)
- Daman Ganga

### Bassin de la Tapti
- Tapti
  - Gomai (en)
  - Arunavati
  - Panzara (en)
    - Kaan

  - Aner
  - Girna (en)
    - Titur

  - Waghur
  - Purna
    - Nalganga
    - Vaan (en)
    - Morna
    - Katepuna
    - Umaa

  - Sangiya

### Bassin de la Narmada
- Narmada
  - Kolar (en)
  - Hiren
  - Tawa (en)
  - Burhner

### Bassin de la Mahi
- Mahi
  - Som
    - Gomati (en)

### Bassin de la Sabarmati
- Sabarmati
  - Wakal
  - Sei

### Bassin de l'Indus

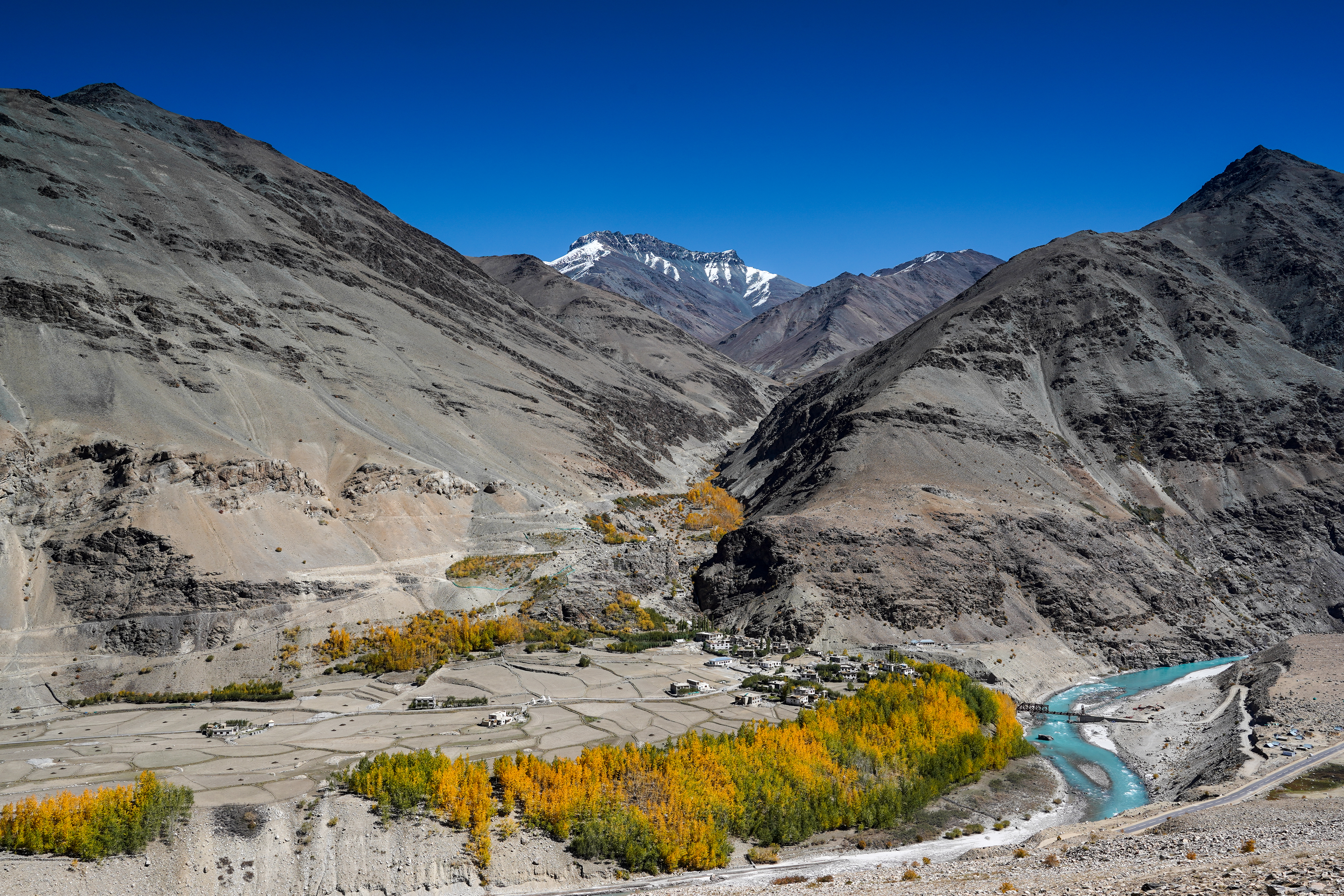
La rivière Tsarap, au niveau du village de Shila, dans le Zanskar. Octobre 2022.

- Indus
  - Sutlej
    -       - Beas
        - Parbati

    - Chenab
      - Ravi
      - Jhelum
        - Neelum

  - Suru
    - Dras
    - Shingo

  - Yapola
  - Zanskar
    - Markha
    - Tsarap (en)
    - Doda (en)

### Cours d'eau endoréiques
- Ghaggar
- Musi
- Luni